# Same Old Love
Same Old Love è un singolo della cantante statunitense Selena Gomez, il secondo estratto dal secondo album in studio Revival e pubblicato il 10 settembre 2015.

## Pubblicazione
Composto interamente dalla cantante Charli XCX, il brano è stato menzionato per la prima volta presso una conferenza a iHeartRadio nell'agosto 2015. Discutendo sull'ispirazione di Same Old Love, la Gomez ha dichiarato:
Il 9 settembre 2015 è stato pubblicato attraverso il canale YouTube della cantante l'audio del brano, seguito successivamente dalla pubblicazione del singolo per il download digitale.

## Video musicale
Il videoclip è stato diretto da Michael Haussman e filmato nei pressi della città statunitense di Los Angeles. Secondo la cantante, il concetto era di ritrarre la sua interpretazione del testo della canzone, una rappresentazione di varie fasi di rapporti diversi, e per tale motivo ha voluto Haussman come "traduttore" di questa emozione, rappresentandola tramite una trama fluida. Inizialmente il regista ha progettato che le scene del video sarebbero state girate interamente in una macchina ma in seguito ha valutato che ciò sarebbe andato contro l'interpretazione prevista dalla cantante; così ha trovato ispirazione dal cantante Tony Bennett che era noto per passeggiare prima di iniziare un concerto.

Selena Gomez ha invitato 800 fan al Palace Theater per un evento speciale riguardante l'album Revival, includendoli a sorpresa nel cast della scena finale del video. A tal proposito, in un'intervista concessa alla rivista Billboard, Selena ha spiegato:
 Haussman aveva inizialmente previsto di omettere le scene con i fan e di usarle come un bonus video, ma poiché gli son piaciute ha deciso di mantenerle.
Il video ha debuttato in anteprima mondiale sulla piattaforma Apple Music il 22 settembre del 2015, mentre è stato pubblicato sul canale Vevo della cantante il 7 ottobre dello stesso anno.

## Tracce
Download digitale – 1ª versione
1. Same Old Love – 3:49

Download digitale – Remixes
1. Same Old Love (Borgore Remix) – 4:16
2. Same Old Love (Filous Remix) – 4:16
3. Same Old Love (Wuki Remix) – 4:39
4. Same Old Love (Romos Remix) – 4:59

Download digitale – 2ª versione
1. Same Old Love (Grey Remix) – 2:52

Download digitale – 3ª versione
1. Same Old Love (feat. Fetty Wap) (Remix) – 3:24

## Classifiche
| Classifica (2015)                    | Posizione massima |
| ------------------------------------ | ----------------- |
| Australia                            | 33                |
| Austria                              | 66                |
| Belgio (Fiandre)                     | 55                |
| Belgio (Vallonia)                    | 54                |
| Danimarca                            | 23                |
| Francia                              | 26                |
| Germania                             | 56                |
| Italia                               | 49                |
| Norvegia                             | 37                |
| Paesi Bassi                          | 42                |
| Spagna                               | 49                |
| Stati Uniti (dance/mix show airplay) | 4                 |
| Stati Uniti (digital)                | 5                 |
| Stati Uniti (on-demand)              | 11                |
| Svezia                               | 37                |
| Svizzera                             | 47                |
| Classifica (2016)                    | Posizione massima |
| Canada                               | 6                 |
| Canada (digital)                     | 4                 |
| Stati Uniti                          | 5                 |
| Stati Uniti (adult contemporary)     | 29                |
| Stati Uniti (adult top 40)           | 17                |
| Stati Uniti (latin pop)              | 32                |
| Stati Uniti (pop)                    | 2                 |
| Stati Uniti (radio)                  | 5                 |
| Stati Uniti (rhythmic)               | 11                |
| Stati Uniti (streaming)              | 13                |